# Долгаец
Долгаец (мкд. Долгаец) је насеље у Северној Македонији, у средишњем делу државе. Долгаец припада општини Долнени.

## Географија
Насеље Долгаец је смештено у средишњем делу Северне Македоније. Од најближег већег града, Прилепа, насеље је удаљено 32 km северозападно.
Рељеф: Долгаец се налази у крајње северном делу Пелагоније, највеће висоравни Северне Македоније. Насељски атар је у средишњем делу равничарски, без већих водотока. Западно од насеља издиже се планина Даутица, а источно планина Бабуна. Надморска висина насеља је приближно 710 метара.
Клима у насељу је планинска због знатне надморске висине.

## Историја
Почетком 20. века, становништво Долгаеца се изјашњавало као Срби, по народности. Село је било патријаршијско. Због тога су 1915. године Бугари и албански качаци упали у Долгаец и побили 315 сељана. На месту масовне гробнице погигнут је у међуратном периоду споменик али су га срушили Бугари током окупације у Другом светском рату.

## Становништво
По попису становништва из 2002. године, Долгаец је имао 70 становника.
Претежно становништво у насељу су етнички словенски Македонци (100%).
Већинска вероисповест у насељу је православље.